# Birger I Magnusson
Birger I Magnusson (ur. 1280, zm. 31 maja 1321) – król Szwecji w latach 1290–1318, pochodzący z dynastii Folkungów.
Ojcem Birgera był król Magnus I Ladulås, który panował w Szwecji w latach od 1275 do 1290, matką była księżniczka niemiecka Jadwiga, córka hrabiego Holsztynu Gerarda I.
Król Magnus I już w 1284 przeprowadził wybór kilkuletniego Birgera na swego następcę, co odbyło się za zgodą możnych. Po śmierci swego ojca w 1290 Birger wstąpił na tron, ale z uwagi na swój wiek nie mógł sprawować samodzielnych rządów – jego opiekunem został regent Torgils Knutsson. W tym czasie Szwedzi podjęli kolejne wyprawy ku ziemiom obecnej Finlandii oraz wyprawiali się ku ujściu rzeki Newy, chcąc opanować rzeczny szlak handlowy kupców nowogrodzkich. Wysiłki Szwedów przyniosły efekt w postaci lokacji miasta Viipuri (Wyborg) dokonanej przez Torgilsa Knutssona. Dalsze zdobycze uniemożliwił opór wojsk Nowogrodzian.
W 1302 Birger został koronowany na króla Swewów i Gotów, jednak Thorgils Knutsson nadal odgrywał czołową rolę w królestwie, co potwierdzało małżeństwo jego córki Krystyny z młodszym bratem Birgera – Waldemarem. Taka dwuwładza nie mogła trwać zbyt długo i Birger znalazł sojuszników w szwedzkim klerze, który poczuł się zagrożony poczynaniami Torgilsa, chcącego poważnie ograniczyć kościelne przywileje, zwłaszcza te finansowe.
Przeciwko Birgerowi stanęli z kolei jego młodsi bracia, książęta Eryk i Waldemar, w następstwie czego król w 1304 wygnał obu do Norwegii, gdzie wnet otrzymali dla swych roszczeń poparcie tamtejszego władcy Haakona V Długonogiego. Po dwóch latach bracia wrócili z wygnania i zaczęli spiskować przeciwko Thorgilsowi Knutssonowi, który będąc zwolennikiem silnej władzy zwierzchniej mediował między Birgerem a jego braćmi. W efekcie działań królewiczów król Birger oskarżył Thorgilsa o zdradę, następnie doprowadził do skazania go na śmierć i ścięcia (1306). Pozbywszy się groźnego przeciwnika Eryk i Waldemar znów stanęli do otwartego buntu i uwięzili króla podczas Świąt Bożego Narodzenia (tzw. zabawa w Håtuna), który dzięki pomocy swego szwagra króla Danii Eryka VI Menveda, został uwolniony. Po powrocie z niewoli Birger na powrót przejął królewskie obowiązki, ale musiał ulec żądaniom swoich braci, którzy wciąż byli popierani przez króla Norwegii Haakona V. W 1310 doszło między Birgerem a Erykiem i Waldemarem do ugody, na podstawie której król wydzielił braciom osobne dzielnice, w których władali niczym udzielni książęta.
Królewski brat Eryk Magnusson miał jednak większe ambicje. Eryk w 1312 poślubił córkę Haakona V norweskiego, która urodziła mu syna Magnusa, nadto otrzymał jako lenna ziemie od króla Norwegii i Danii, co wraz z terytoriami w południowej Szwecji czyniło go poważnym graczem międzynarodowej polityki w Skandynawii, tym bardziej że władca Norwegii nie miał męskiego potomka.
Ze wzrastającą potęgą Eryka nie mógł pogodzić się nieudolny Birger, który postanowił pozbyć się obu braci. W grudniu 1317 król Birger zaprosił Eryka i Waldemara na ucztę do zamku w Nyköping (tzw. gościna w Nyköping), wyprawioną z okazji świąt Bożego Narodzenia. Towarzysząca książętom świta pozostała w mieście i na zamku obaj byli bez swych straży. Gdy biesiada się skończyła, Eryk i Waldemar poszli do swych pokoi i tam zostali pojmani przez ludzi króla, a następnie uwięzieni w lochach zamku. Król całą akcję zachował w tajemnicy i wiele osób nie wiedziało co się stało z zaginionymi książętami. Tymczasem Birger nakazał zamorzyć głodem swych braci. Gdy królewska zbrodnia wyszła na jaw, w Szwecji powstało wielkie poruszenie, przeciwko Birgerowi stanęli nawet wierni dotychczas wielmoże świeccy i duchowni. W obliczu powszechnej rebelii, wspieranej przez Haakona norweskiego, Birger w 1318 salwował się ucieczką do Danii. Opór próbował stawiać syn Birgera – Magnus, ale został szybko pokonany i następnie skazany na śmierć, egzekucja miała miejsce 1 czerwca 1320 w Sztokholmie. Birger I został zdetronizowany przez swoich poddanych, a regentem został szlachcic Mats Kettilmundsson. Szwedzi w 1319 roku królem obwołali trzyletniego Magnusa, syna zmarłego Eryka.
Birgerowi nie udało się powrócić do ojczyzny, zmarł w Danii 31 maja 1321.

## Rodzina
Żoną króla Birgera I była poślubiona w 1298 księżniczka duńska Małgorzata, córka króla Danii Eryka V, zwana w Szwecji Martą. Między małżonkami istniało bliskie pokrewieństwo, więc do ślubu była potrzebna papieska dyspensa. Brat Marty, król Eryk VI Menved poślubił z kolei siostrę Birgera – Ingeborgę. Królowa Marta zmarła 2 marca 1341. Prócz wspomnianego syna Magnusa, urodzonego w 1300, Birger I miał jeszcze troje dzieci: Eryka, który został księdzem i zmarł w 1319, Agnieszkę zmarłą po 1344 oraz Katarzynę zmarłą po 1320.